# Stefanie Horn
Stefanie Horn (Bottrop, Alemania, 9 de enero de 1991) es una deportista italiana de origen alemán que compite en piragüismo en la modalidad de eslalon.
Ganó una medalla de plata en el Campeonato Mundial de Piragüismo en Eslalon de 2017 y tres medallas en el Campeonato Europeo de Piragüismo en Eslalon entre los años 2013 y 2022.
En los Juegos Europeos de Cracovia 2023 consiguió una medalla de bronce en la prueba de K1 cross.
Participó en tres Juegos Olímpicos de Verano, obteniendo el octavo lugar en Río de Janeiro 2016, el cuarto en Tokio 2020 y el quinto en París 2024, en la prueba de K1 individual.

## Palmarés internacional
| Campeonato Mundial | Campeonato Mundial             | Campeonato Mundial | Campeonato Mundial |
| Año                | Lugar                          | Medalla            | Competición        |
| ------------------ | ------------------------------ | ------------------ | ------------------ |
| 2017               | Pau (Francia)                  | Medalla de plata   | C2 mixto           |
| Juegos Europeos    |                                |                    |                    |
| Año                | Lugar                          | Medalla            | Competición        |
| 2023               | Cracovia (Polonia)             | Medalla de bronce  | K1 cross           |
| Campeonato Europeo |                                |                    |                    |
| Año                | Lugar                          | Medalla            | Competición        |
| 2013               | Cracovia (Polonia)             | Medalla de plata   | K1 individual      |
| 2017               | Tacen (Eslovenia)              | Medalla de plata   | K1 individual      |
| 2022               | Liptovský Mikuláš (Eslovaquia) | Medalla de oro     | K1 individual      |